# Anna Vasa (1545-1610)
Principessa Anna Maria di Svezia (svedese: Anna Gustavsdotter; 19 giugno 1545 – 30 marzo 1610) fu una contessa palatina di Veldenz come moglie di Giorgio Giovanni I, conte palatino di Veldenz. Funse da reggente dal 1592 al 1598 e successivamente supervisionò la partizione dei territori tra i suoi figli maschi. Era figlia del re Gustavo I di Svezia e della regina Margherita..

## Biografia
Durante la sua prima infanzia, come i suoi fratelli e sorelle nella stanza dei bambini reale, furono in primo luogo affidati alle cure della bambinaia di fiducia della regina, Brigitta Lars Anderssons, e le cugine di sua madre Margareta e Ingrid Amundsdotter.

## Matrimonio
Nel 1556, lei e le sue sorelle ricevettero una dote di 100.000 daler, i loro ritratti furono dipinti e le loro qualità personali descritte in latino dal poeta di corte Henricus Mollerus e introdotte sul mercato matrimoniale europeo. Diverse trattative matrimoniali furono suggerite da quel momento in poi. Nel 1559 fu proposto un matrimonio tra Anna e Luigi VI, Elettore Palatino o Poppo XII di Henneberg. Dopo lo scandalo che circondò la principessa Cecilia in quell'anno, il principale corteggiatore di Cecilia, Giorgio Giovanni I, conte palatino di Veldenz, scelse invece di dirigere le sue trattative matrimoniali su Anna. Il matrimonio fu contratto perché poteva dare a Giorgio Giovanni I i fondi necessari (la sua dote di 100.000 era più grande della maggior parte delle Principesse tedesche, che normalmente ne avevano al massimo 28.000), e perché poteva dare alla Casa Reale svedese preziose alleanze siccome Giorgio Giovanni I era imparentato con la maggior parte delle Case reali tedesche. Il matrimonio fu celebrato al Palazzo Reale di Stoccolma il 20 dicembre 1562. Fu notato che Anna portava una corona di perle e il re di Danimarca era tra gli invitati al matrimonio.
Nel 1563, le principesse Cecilia, Anna e Sofia avevano inviato una lettera di protesta al loro fratello, re Eric XIV, riguardo all'incarcerazione del fratello Giovanni. Dopo le nozze, partì per la Germania.  
La coppia ebbe i seguenti figli:
- Giorgio Gustavo (1564-3 giugno 1634), conte palatino di Veldenz
- Anna Margherita (28 aprile 1565-2 ottobre 1566)
- Giovanni Rupert (9 settembre 1566-1 ottobre 1567)
- Anna Margherita (17 gennaio 1571-1 novembre 1621)
- Ursula (24 febbraio 1572-5 marzo 1635)
- Giovanna Elisabetta (2 ottobre 1573-28 luglio 1601)
- Giovanni Augusto (26 novembre 1575-18 settembre 1611), conte palatino di Lützelstein
- Luigi Filippo (24 novembre 1577-24 ottobre 1601), conte palatino di Guttenberg
- Maria Anna (9 giugno 1579-10 ottobre 1579)
- Caterina Ursula (3 agosto 1582-22 gennaio 1595)
- Giorgio Giovanni II (24 giugno 1586-29 settembre 1654), conte palatino di Guttenberg e Lützelstein

### Contessa del Palatinato
Il matrimonio viene descritto come felice. Anna Maria è menzionata come consigliere del consorte; cercò di influenzare con effetti di contenimento i molti progetti avventurosi di suo marito. Anna Maria fu anche attiva nelle trattative matrimoniali tra i suoi fratelli e sorelle con le diverse case nobili tedeschi: nel 1578-79, assistette alle trattative tra Carlo IX di Svezia e Maria del Palatinato-Simmern.
Giorgio Giovanni utilizzò la dote di Anna per mantenere una costosa vita di corte e in speculazioni rovinose, e accumulò debiti che rovinarono la sua fortuna e l'economia dello stato, spesso chiedendo prestiti per pagare altri prestiti. Una delle spese più costose fu la fondazione della città di Pfalzburg (1570) e dove la loro corte risiedeva spesso nel castello La Petite Pierre (Lützelstein). Nel 1579 non poterono permettersi di partecipare al matrimonio tra suo fratello Carlo e Maria del Palatinato-Simmern in base al loro status.
Spesso Anna fu utilizzata come mediatore nei suoi affari: nel 1588, gli fu affidato il compito di convincere Carlo III, Duca di Lorena a prolungare la sua possibilità di riacquistare la città di Pfalzburg, che aveva precedentemente venduto alla Lorena con il diritto di riacquistarlo. Anna persuase con successo il duca di Lorena a prolungare il diritto di Giorgio Giovanni di riacquistare Pfalzburg, ma alla fine divenne una parte della Lorena nel 1590.

### Reggenza
Diventò vedova nel 1592. Dopo la morte di suo marito, Anna Maria fu costretta a vivere una vita assai parsimoniosa dal momento che suo marito aveva accumulato enormi debiti nel corso della sua vita: lasciò debiti per 300.000 fiorini, e ella trascorse il resto della sua vita cercando di pagare il debito. Fu costretta anche ad agire come mediatore tra i suoi figli per evitare la lotta per l'eredità, poiché suo marito aveva diviso le sue terre tra loro. Tra il 1592 e il 1598, funse come reggente dei territori indivisi, e nel 1598, Giorgio Gustavo poté mantenere le contee di Veldenz e Lautereck mentre i suoi fratelli più giovani ottennero altri territori.
Per risolvere i problemi economici, Anna sciolse la corte e visse nella casa dei suoi cognati finché non poté permettersi di avere di nuovo la propria casa: entrò in trattativa anche con suo fratello Carlo IX e con la regina vedova Gunilla Bielke per ottenere i fondi svedesi che riuscì a farsi promettere a Giovanni III prima della sua morte.

## Morte
Trascorse gli anni dopo la reggenza tra le sue residenze a Lauterecken e Remigiusberg. Nelle sue volontà, ha donato una grande somma con un reddito da dividere tra i poveri ogni anno.
Anna è stata descritta come una persona fedele e rispettosa, compassionevole e collaborativa ma anche risoluta: le è stato concesso di riconoscere di aver risolto con successo una situazione estremamente difficile durante la sua reggenza a causa delle sue qualità personali e sottolineando il suo status di autorità come figura centrale e matriarca della dinastia.

## Ascendenza
|                               |                                   |                                  | Genitori                     |  |  | Nonni |  |  | Bisnonni                 |  |  | Trisnonni            |  |
|                               |                                   |                                  |                              |  |  |       |  |  | Johan Kristiernsson Vasa |  |  | Krister Nilsson Vasa |  |
|                               |                                   |                                  |                              |  |  |       |  |  | Johan Kristiernsson Vasa |  |  | Krister Nilsson Vasa |  |
|                               |                                   | Margareta Eriksdotter Krummedige |                              |  |  |       |  |  | Johan Kristiernsson Vasa |  |  |                      |  |
| Erik Johansson Vasa           |                                   |                                  |                              |  |  |       |  |  | Johan Kristiernsson Vasa |  |  |                      |  |
|                               |                                   | Birgitta Gustavsdotter Sture     | Gustav Anundsson Sture       |  |  |       |  |  |                          |  |  |                      |  |
|                               |                                   | Birgitta Gustavsdotter Sture     | Gustav Anundsson Sture       |  |  |       |  |  |                          |  |  |                      |  |
|                               |                                   | Birgitta Gustavsdotter Sture     | Birgitta Stensdotter Bielke  |  |  |       |  |  |                          |  |  |                      |  |
| Gustavo I di Svezia           |                                   | Birgitta Gustavsdotter Sture     |                              |  |  |       |  |  |                          |  |  |                      |  |
|                               |                                   | Måns Karlsson Eka                | Karl Magnusson Eka           |  |  |       |  |  |                          |  |  |                      |  |
|                               |                                   | Måns Karlsson Eka                | Karl Magnusson Eka           |  |  |       |  |  |                          |  |  |                      |  |
|                               |                                   | Måns Karlsson Eka                | Birgitta Arentsdotter Pinnow |  |  |       |  |  |                          |  |  |                      |  |
| Cecilia Månsdotter Eka        |                                   | Måns Karlsson Eka                |                              |  |  |       |  |  |                          |  |  |                      |  |
|                               |                                   | Sigrid Eskilsdotter Banér        | Eskil Isaksson Banér         |  |  |       |  |  |                          |  |  |                      |  |
|                               |                                   | Sigrid Eskilsdotter Banér        | Eskil Isaksson Banér         |  |  |       |  |  |                          |  |  |                      |  |
|                               |                                   | Sigrid Eskilsdotter Banér        | Cecilia Haraldsdotter Gren   |  |  |       |  |  |                          |  |  |                      |  |
| Anna Maria Vasa               |                                   | Sigrid Eskilsdotter Banér        |                              |  |  |       |  |  |                          |  |  |                      |  |
|                               | Abraham Kristiernsson Leijonhuvud | Kristien Leijonhuvud             |                              |  |  |       |  |  |                          |  |  |                      |  |
|                               | Abraham Kristiernsson Leijonhuvud | Kristien Leijonhuvud             |                              |  |  |       |  |  |                          |  |  |                      |  |
|                               | Abraham Kristiernsson Leijonhuvud | …                                |                              |  |  |       |  |  |                          |  |  |                      |  |
| Erik Abrahamsson Leijonhufvud | Abraham Kristiernsson Leijonhuvud |                                  |                              |  |  |       |  |  |                          |  |  |                      |  |
|                               |                                   | Birgitta Månsdotter Natt och Dag | Måns Natt och Dag            |  |  |       |  |  |                          |  |  |                      |  |
|                               |                                   | Birgitta Månsdotter Natt och Dag | Måns Natt och Dag            |  |  |       |  |  |                          |  |  |                      |  |
|                               |                                   | Birgitta Månsdotter Natt och Dag | …                            |  |  |       |  |  |                          |  |  |                      |  |
| Margherita Leijonhufvud       |                                   | Birgitta Månsdotter Natt och Dag |                              |  |  |       |  |  |                          |  |  |                      |  |
|                               |                                   | Erik Karlsson Vasa               | Karl Vasa                    |  |  |       |  |  |                          |  |  |                      |  |
|                               |                                   | Erik Karlsson Vasa               | Karl Vasa                    |  |  |       |  |  |                          |  |  |                      |  |
|                               |                                   | Erik Karlsson Vasa               | …                            |  |  |       |  |  |                          |  |  |                      |  |
| Ebba Eriksdotter Vasa         |                                   | Erik Karlsson Vasa               |                              |  |  |       |  |  |                          |  |  |                      |  |
|                               |                                   | Anna Karlsdotter Vinstorpa       | Karl Vinstorpa               |  |  |       |  |  |                          |  |  |                      |  |
|                               |                                   | Anna Karlsdotter Vinstorpa       | Karl Vinstorpa               |  |  |       |  |  |                          |  |  |                      |  |
|                               |                                   | Anna Karlsdotter Vinstorpa       | …                            |  |  |       |  |  |                          |  |  |                      |  |
|                               |                                   | Anna Karlsdotter Vinstorpa       |                              |  |  |       |  |  |                          |  |  |                      |  |